# 2008 LC18
2008 LC18 är en trojan till planeten Neptunus. Den upptäcktes den 7 juni 2008 av de båda amerikanska astronomerna Scott S. Sheppard och Chad Trujillo med hjälp av Subaru-teleskopet.
2008 LC18 har en lutning av 27,5°. Det är en av de högsta banlutningarna av alla kända trojaner till Neptunus.
2008 LC18 har samma omloppstid som Neptunus (164,38 år).